# A.G. Dufva

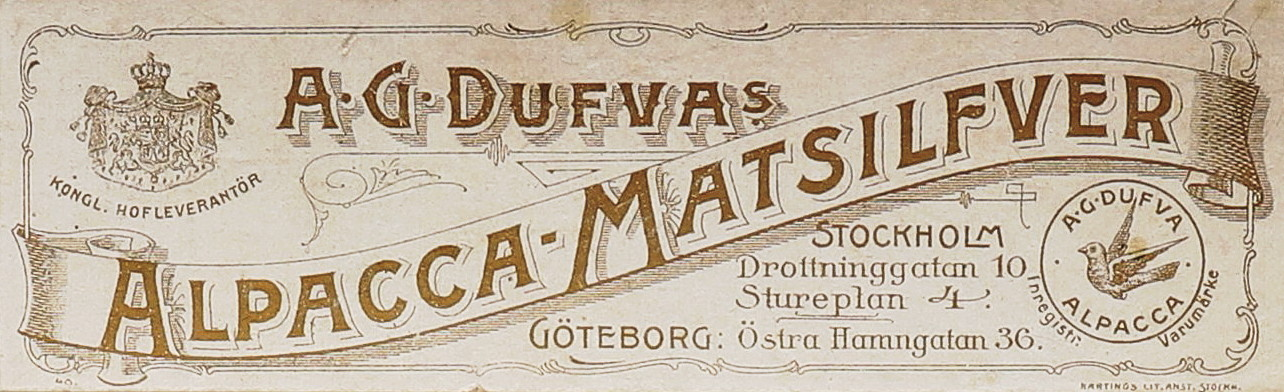
Etikett A.G. Dufvas Alpacca-Matsilfver.

A.G. Dufva var en guldsmedsfirma som anlade en av Sveriges första nysilverfabriker, grundad 1847 i Stockholm av guldsmeden Anders Gabriel Dufva (1822–1897).

## Historik

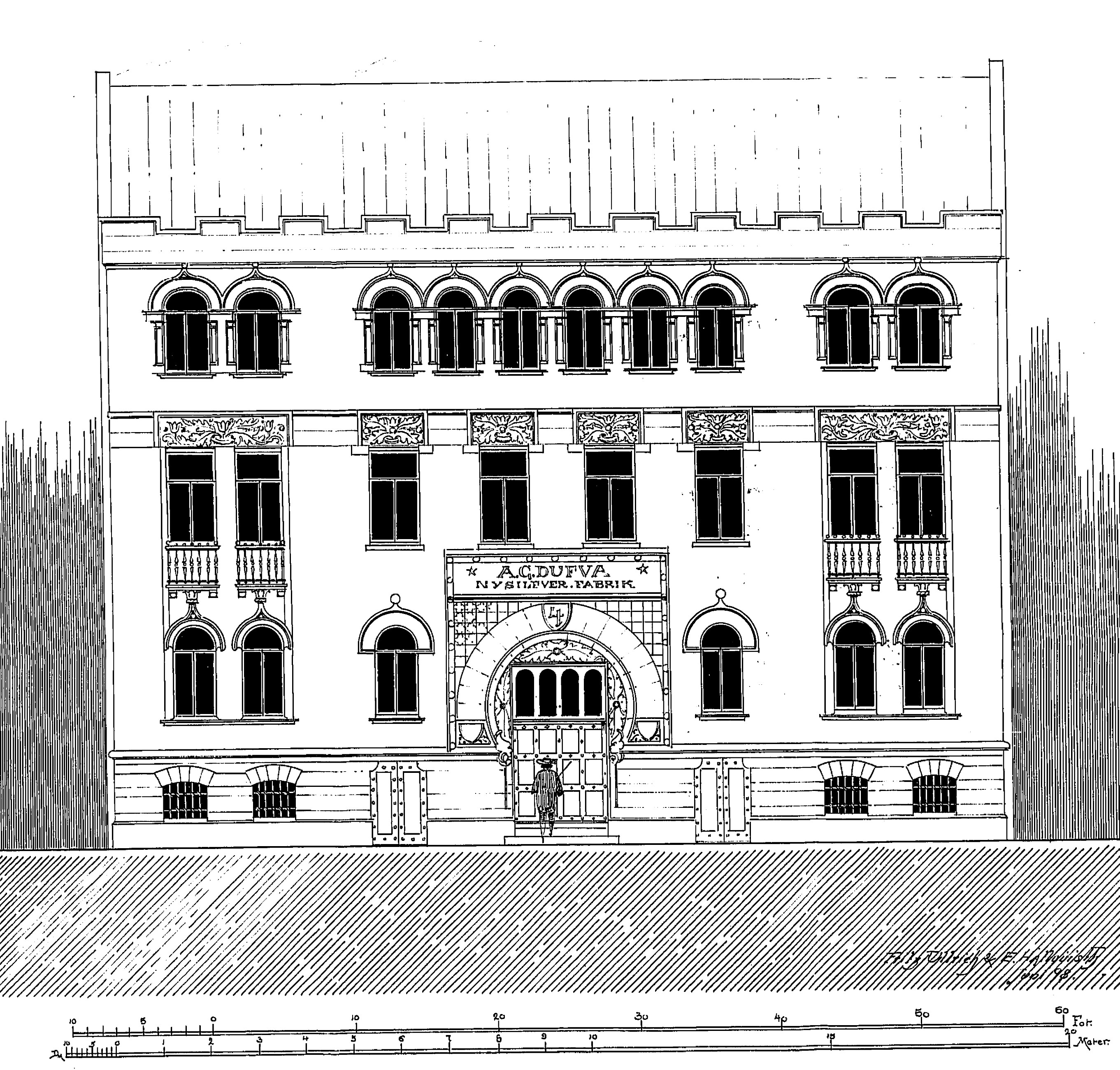
Bryggargatan 6, fasadritning från 1898.

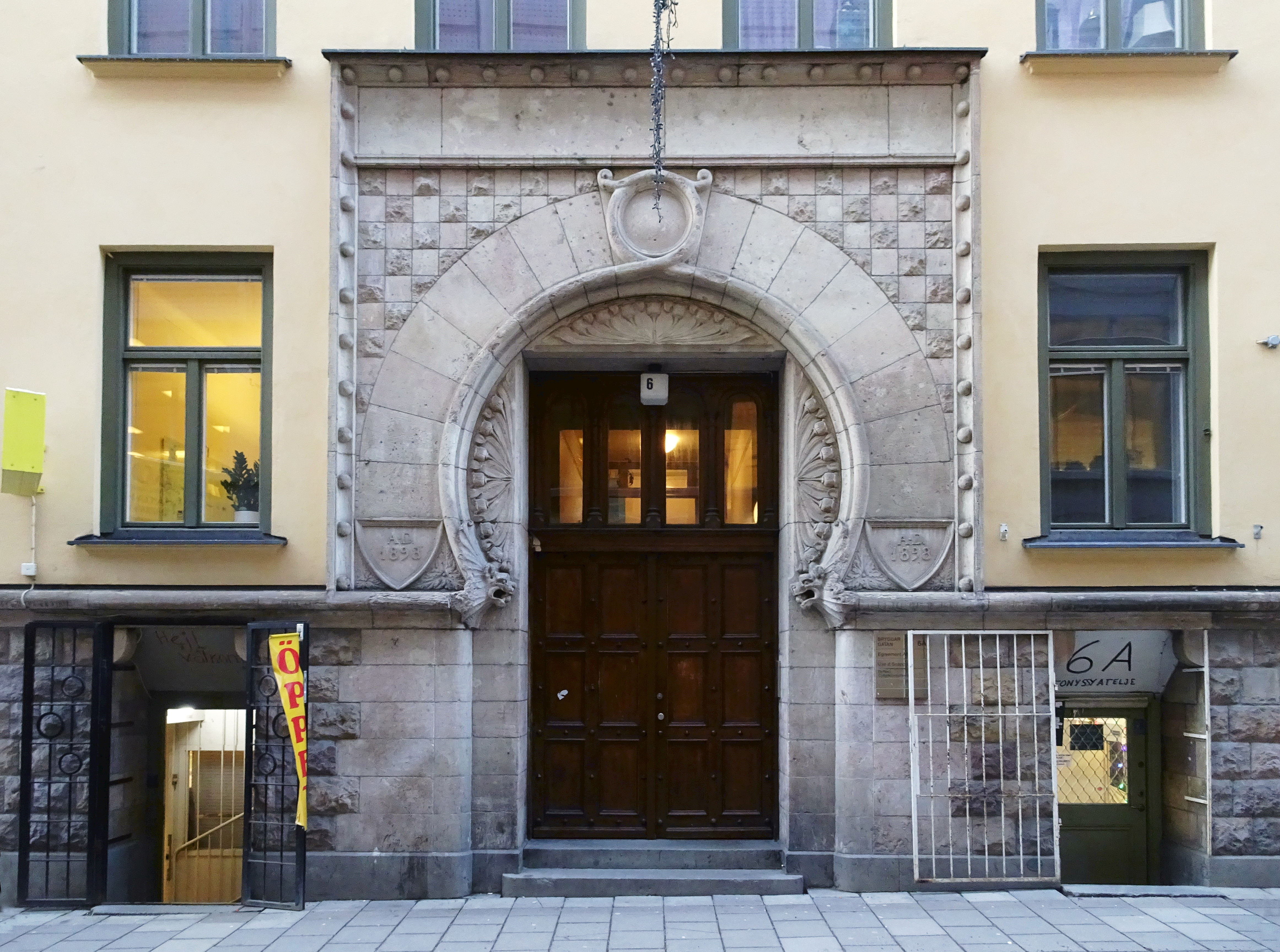
Bryggargatan 6 entré, december 2019.

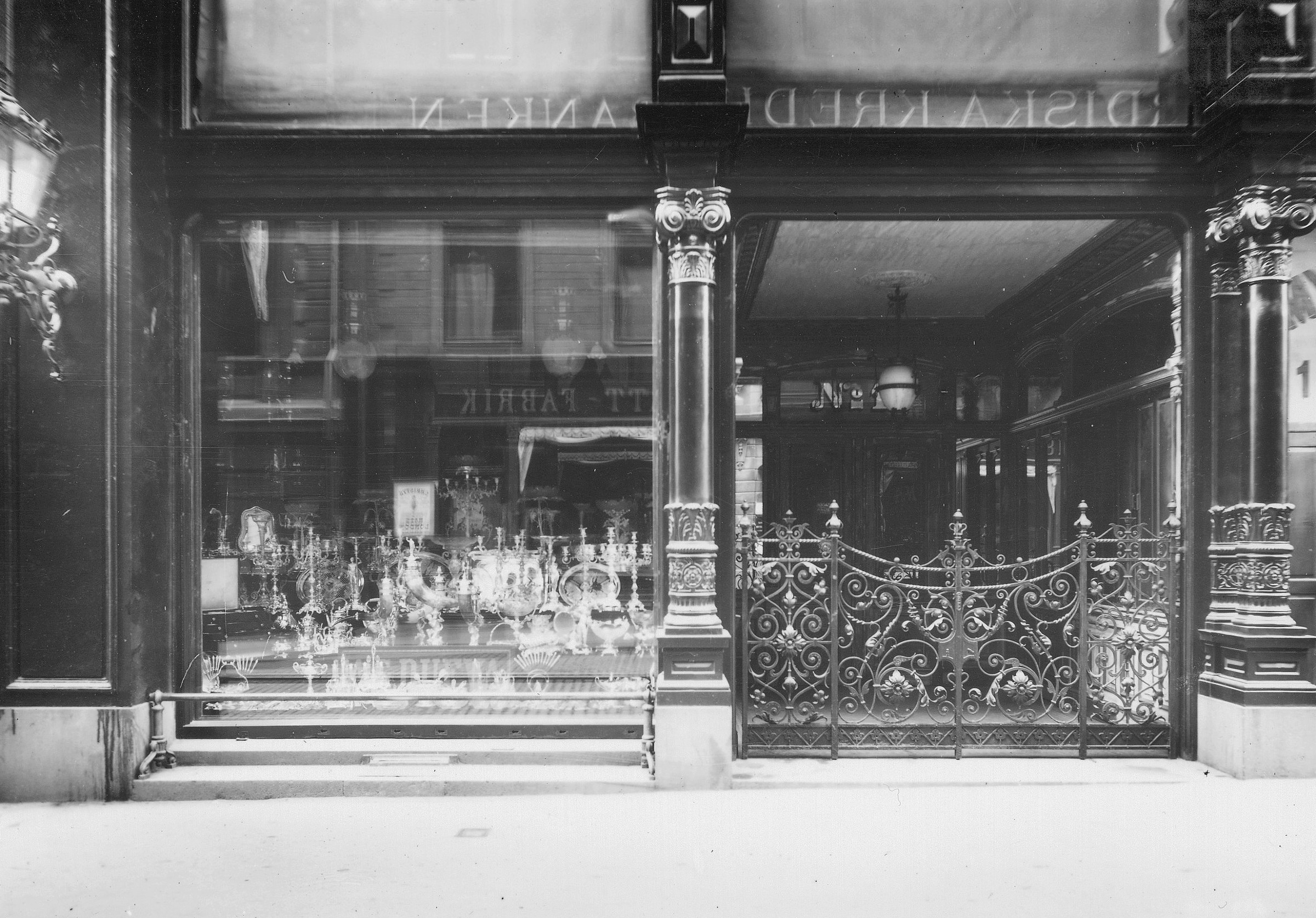
Dufvas butik vid Drottninggatan 11.

Anders Gabriel Dufva föddes den 29 april 1822 i Söderhamn. 1832 flyttade familjen till Stockholm och bosatte sig i ett hyreshus vid nuvarande Bryggargatan 6. Anders Gabriels far var guldsmed och sonen valde samma yrkesbana och utbildade sig också till guldsmed. År 1847, i 25-årsåldern, avlade han sitt mästerprov. Samma år etablerade han en egen verkstad vid Drottninggatan 8. Här kom Dufva att inrätta en av landets första fabriker för nysilver.
Dufva tillverkade och saluförde inte bara föremål i nysilver utan även i "äkta" silver (stämplade AGD eller A G DUFVA). Firman blev kunglig hovleverantör och sålde bland annat ljusstakar, kannor, brickor och praktskålar av olika slag i äkta silver. Mycket populära på 1800-talets slut var bestick i nysilver. Affärerna gick bra och så småningom hade Duvfa butiker vid Drottninggatan 11 och Stureplan 4 samt i Göteborg vid Östra Hamngatan 36. Fadern var förmögen, han efterlämnade ett större arv och fastigheten i kvarteret Lammet (Bryggargatan 6) kunde förvärvas av A.G. Dufva. Familjen Dufva bodde in i en av lägenheterna och hyrde ut resten.
Efter Anders Gabriel Dufvas död 1897 leddes firman av sönerna Harald Gabriel Dufva (1855–1900) och Johan Helmer Dufva (1864–1939). För fabrik och kontor uppfördes 1898 en ny byggnad i kvarteret Lammet. För arkitektuppdraget anlitade bröderna Dufva det då renommerade kontoret Ullrich & Hallquisth som gestaltade fasaderna i ljus jugendarkitektur.
I gathusets bottenvåning låg kontor och två bostäder, troligen för företagsledningen. Däröver och inåt gården sträckte sig fabrikslokalerna. På vinden hade firman sina förråd och i källaren låg olika verkstäder och lagerrum. Huset är idag ett av Stockholms få exempel på en i Europa utbredd typ av affärs- och kontorshus och ägs sedan 1970-talet av AB Familjebostäder.
Verksamheten köptes år 1933 av Guldsmedsaktiebolaget (GAB), men beteckningen A.G. Dufva fanns kvar som butiksnamn fram till och med 1972.